# المجمع المغلق 1922
المجمع المغلق 1922 هو المجمع الموكول بانتخاب بابا الكنيسة الكاثوليكية الجديد بعد استقالة البابا. انعقد مجمع الكرادلة لانتخاب البابا الجديد بدءًا من
2 فبراير 1922 وانتهى في 6 فبراير 1922. انتُخبَ بيوس الحادي عشر ليكون البابا الجديد للكنيسة.
عُقدَ المجمع في إيطاليا في 1922.